# Douglas Smith (attore)
Douglas Alexander Smith (Toronto, 22 giugno 1985) è un attore canadese.

## Biografia
Fratello minore dell'attore Gregory Smith, figlio di Terrea e Maurice Smith, ha iniziato la sua attività come attore sin da bambino, nel corso degli anni novanta; negli anni da teenager ha preso parte alla realizzazione di svariati film e serie televisive, guadagnandosi la stima del pubblico (particolarmente in ambito giovanile) e i favori della critica.

## Riconoscimenti
Per la sua interpretazione in Sleepover (2004) l'attore ha guadagnato nel 2005 una candidatura agli Young Artist Awards.

## Filmografia

### Cinema
- Sbucato dal passato (Blast from the Past), regia di Hugh Wilson (1999)
- Fuga disperata (Partners in Action), regia di Sidney J. Furie (2002)
- Lock Her Room, regia di Kai Soremekun - cortometraggio (2003)
- La maledizione dell'impiccato (Hangman's Curse), regia di Rafal Zielinski (2003)
- Sleepover, regia di Joe Nussbaum (2004)
- State's Evidence, regia di Benjamin Louis (2004)
- Rock the Paint, regia di Phil Bertelsen (2005)
- Santa's Slay, regia di David Steiman (2005)
- Citizen Duane, regia di Michael Mabbott (2006)
- The Beautiful Ordinary, regia di Jess Bond (2007)
- Someday We Will Get Married, regia di Monika Lind - cortometraggio (2009)
- Antiviral, regia di Brandon Cronenberg (2012)
- The Boy Who Smells Like Fish, regia di Analeine Cal y Mayor (2013)
- Percy Jackson e gli dei dell'Olimpo - Il mare dei mostri (Percy Jackson: Sea of Monsters), regia di Thor Freudenthal (2013)
- Stage Fright, regia di Jerome Sable (2014)
- Hard Drive, regia di William D. MacGillivray (2014)
- Is This Necessary, regia di Dylan Bell - cortometraggio (2014)
- Ouija, regia di Stiles White (2014)
- Fragments, regia di Stéphanie Anne Weber Biron - cortometraggio (2015)
- The Gift, regia di Stu Weiner - cortometraggio (2015)
- Terminator Genisys, regia di Alan Taylor (2015)
- Evan's Crime, regia di Sandy Tung (2015)
- Miss Sloane - Giochi di potere (Miss Sloane), regia di John Madden (2016)
- The Bye Bye Man, regia di Stacy Title (2017)
- Bottom of the World, regia di Richard Sears (2017)
- Don't Worry Darling, regia di Olivia Wilde (2022)
- L'ultima danza di Salomè (Seven Veils), regia di Atom Egoyan (2023)
- Horizon: An American Saga - Capitolo 1 (Horizon: An American Saga - Chapter 1), regia di Kevin Costner (2024)

### Televisione
- X-Files (The X Files) – serie TV, episodi 4x02 (1996)
- Death Game, regia di Randy Cheveldave – film TV (1997)
- Oltre i limiti (The Outer Limits) – serie TV, episodi 4x05 (1998)
- In tribunale con Lynn (Family Law) – serie TV, episodi 3x10 (2001)
- Trancers 6: Life After Deth, regia di Jay Woelfel – film TV (2002)
- Out There – serie TV, 13 episodi (2003)
- Stuck in the Middle with You, regia anonima – film TV (2003)
- Cold Case - Delitti irrisolti (Cold Case) – serie TV, episodi 1x04 (2003)
- Everwood – serie TV, episodi 2x12 (2004)
- Joan of Arcadia – serie TV, episodi 1x14 (2004)
- The Guardian – serie TV, episodi 3x15 (2004)
- CSI: Miami – serie TV, episodi 2x16 (2004)
- Crossing Jordan – serie TV, episodi 5x19 (2006)
- Big Love – serie TV, 50 episodi (2006-2011)
- Close to Home - Giustizia ad ogni costo (Close to Home) – serie TV, episodi 1x20 (2006)
- CSI - Scena del crimine (CSI: Crime Scene Investigation) – serie TV, episodi 6x18-8x07 (2006-2007)
- Hawthorne - Angeli in corsia (Hawthorne) – serie TV, episodi 1x07 (2009)
- Flashpoint – serie TV, episodi 3x04 (2010)
- Margene's Blog – serie TV, episodi 2x03 (2011)
- Rookie Blue – serie TV, episodi 4x10 (2013)
- Drop Dead Diva – serie TV, episodi 5x09 (2013)
- Betas – serie TV, episodi 1x10-1x11 (2014)
- Vinyl – serie TV, episodi 1x06-1x08-1x10 (2016)
- Motive – serie TV, episodi 4x09 (2016)
- When We Rise – miniserie TV, episodi 1x01-1x03-1x04 (2017)
- Park Bench Parenting – serie TV, episodi 1x09 (2018)
- L'alienista (The Alienist) – serie TV, 18 episodi (2018-2020)
- Big Little Lies - Piccole grandi bugie (Big Little Lies) – serie TV, 7 episodi (2019)
- Will Trent – serie TV, 3x01-3x02 (2025)

## Doppiatori italiani
Nelle versioni in italiano delle opere in cui ha recitato, Douglas Smith è stato doppiato da:
- Davide Perino in Cold Case - Delitti irrisolti, Percy Jackson e gli dei dell'Olimpo - Il mare dei mostri, Ouija, The Bye Bye Man
- Emanuele Ruzza in Don't Worry Darling, Horizon: An American Saga - Capitolo 1
- Paola Majano in X-Files
- Simone Crisari in CSI: Miami
- Alessio De Filippis in Out There
- Fabrizio De Flaviis in CSI - Scena del crimine
- Gabriele Patriarca in Big Love
- Marcello Gobbi in Rookie Blue
- Flavio Aquilone in Miss Sloane - Giochi di potere
- Alessandro Campaiola in L'alienista
- Manuel Meli in Big Little Lies - Piccole grandi bugie
- Francesco Valeri in Will Trent